# Foodie
Foodie é um termo informal para uma classe particular de viciados em comida e bebida. A palavra foi criada em 1981 por Paul Levy e Ann Barr, que a utilizaram no título do livro de 1984 The official Foodie Handbook'.

## Distinção de gourmet
Ainda que os dois termos sejam algumas vezes utilizados com o mesmo sentido, Foodies se diferenciam de gourmet, apesar de ambos serem epicuristas com alimentos. O gourmet possui caráter refinado em seus alimentos, enquanto o foodie simplesmente é apaixonado pelo consumo, estudo, preparo, notícias, entre outros, relacionados aos alimentos. Gourmets simplesmente querem apreciar a comida, enquanto foodies querem aprender tudo sobre comida, tanto a melhor quanto a comum, e sobre a ciência, indústria e personalidades ao redor da Culinária e alimentação.

## Perseguições
Foodies formam um grupo distinto de hobbistas. O foodie típico se interessa por atividades que incluem indústria de alimentos, cultura do vinho, Enologia, criação de cervejas, ciência dos alimentos, seguir inaugurações, fechamentos e ocasionais re-inaugurações de restaurantes, tendências culinárias, saúde, nutrição, aulas de culinária, turismo culinário e administração de restaurantes. Um foodie deve desenvolver interesse em um ou alguns itens em particular, como o melhor sorvete, ou o mais delicioso burrito.
 Muitas publicações apresentam uma seção de alimentos, que atraem os foodies. O interesse dos foodies permitiu a ascensão de canais como o Food Network e outras programações televisivas especializadas em alimentos e culinária, filmes e shows de televisão como o Kitchen Nightmares e Cake Boss, aparição de livros especializados em itens culinários (como cupcakes e bolos, jornais temáticos como a Gourmet Magazine, sites de internet com este tema como o "Tudo Gostoso" e o Epicurious , assim como blogs culinários, lojas especializadas em utensílios para cozinha, e a criação de "Chefs-celebridade". Também notou-se a ascensão do turismo culinário, que leva os foodies a entrar em contato com outras culturas culinárias e pratos diferentes.

## Outros pontos de vista
Chris Onstad, autor da webcomic Achewood e autor do The Achewood Cookbook, demonstrou insatisfação pelo termo. Onstad disse "Já existem muitas palavras que descrevem o conceito de pessoas que gostam de comida, ou gostam de cozinhar, ou gostam de aprender sobre culinária. 'Foodie': é como um diminutivo infantilóide - põe-se um "y" no final de tudo e o transforma em infantil. Nós não precisamos disso, é embaraçador. 'Sou um foodie', ah, meu Deus."